# Underworld (muzička grupa)
Underworld je britanski bend koji su 1980. godine osnovali Karl Hajd (engl. Karl Hyde) i Rik Smit. Muzika kojom se bave se najčešće žanrovski određuje kao elektronska, tehno, progresivni haus, progresivni trens i alternativni dens. 
Iako postoji više od dve decenije, bend je svetsku slavu stekao 1996. godine, zahvaljujući singlu ˝Born Slipi .NUKS˝ (engl. "Born Slippy .NUXX), iz filma "Trejnspoting" (engl. Trainspotting) Denija Bojla.

## Istorija

### Počeci: 1980—1986
Hajd i Smit su započeli svoju muzičku saradnju u Kardifu, gde su zajedno studirali. 1983. godine, pod imenom engl. Freuer, snimili su dva albuma sa proto-elektrokleš neoromantičarskim prizvukom za Si Bi Es Rekords (engl. CBS Records).

### Andervrld MK1: 1987—1990
Freuer se raspao 1987. godine. Te godine, članovi benda stvorili su Andervrld, i eksperimentisali sa više gitarski orijentisanog fanki elektropop zvuka na "Andrnit d Rejdar end Čejndž of Vedr"(engl. "Underneath the Radar and Change of Weather") za Sajr Rekords (engl. Sire Records), pre nego što su se ponovo raspali 1990. godine. (Andervrld iz tog perioda je često označavan kao "Andervrld Mk1".)

### Daren Emerson se priključuje bendu: 1991—1994
Nakon drugog raspada, Hajdu i Smitu se u bendu priključio eseški di-džej Daren Emerson (engl. Darren Emerson), i nakon nekoliko manjih remiksa i izdanja pod imenom (engl. Lemon Interupt Steppin' Lazor), bend je ponovo usvojio ime Andervrld. Emerson je kompletirao mešavinu tehna i roka Andervrlda, i promenio neke elemente originalnog ranijeg rada Hajda i Smita. 
Njihov prvi album, "dabnobejswitmajhedmen" (engl. "dubnobasswithmyheadman"), smatra se pristupačnijim od ranijih, i ispresecan je širokim spektrom dens muzike. 
Poetične, hipnotičke tekstove izgovorene šapatom potpisuje Hajd. On je pomešao konvencionalno pisanje tekstova sa delovima razgovora koje je čuo u prolazu. Hajd je ujedno i bio vodeći glas na Andervrldu Mk1. Međutim, originalni Hajd/Smit dens materijal je bio bez teksta, kao i većina slične elektronske muzike u to vreme.

### Trejnspoting proboj: 1995—1997.
Album "Seknd Tafest In Di Infents"(engl. "Second Thoughest in the Infants), iz 1996. godine, koji je postigao ogroman komercijalni uspeh, njihov je drugi studijski album sa Emersonom. Za uspeh albuma ogromnim delom zaslužan je i film Trejnspoting, u kom su korišćene numere "Dark end Long (Dark Trejn)" i najuspešnija pesma Andervrlda do sad, "Born Slipi NUKS" (koja je originalno izdata samo kao B-strana singla iz 1995. godine, i ne pojavljuje se na albumu "Seknd Tafest"). I singl i album su pokazali koliko je Andervrld sazreo kao trio koji kombinuje elemente tehna, hausa, dram en bejs muzike, dovodeći do spektakularnog efekta. 
Za neobično ime albuma zaslužan je Smitov šestogodišnji nećak, Simon Proser, i njegov je odgovor na pitanje kako napreduje u školi. 
"Born Slipi .NUKS", verovatno najpoznatija pesama Andervrlda, prodata u više od milion kopija, stekla je slavu jedne od najboljih dens pesama decenije. Međutim, postala je poznata tek pošto se pojavila u filmu "Trejnspoting". Od tada, pojavila se na ogromnom kompilacija i remiksa.

### Boku Fiš era: 1998—2001
Nakon objavljivanja petog studijskog albuma "Boku Fiš) (engl. "Beaucoup Fish"), 1999. godine, Hajd je u intervjuima tvrdio da je izašao na kraj sa svojim problemima sa alkoholom, ali su drugi članovi priznali da je snimanje teklo uz probleme, i da su članovi benda radili odvojeno u svojim studijima, i komunicirali samo putem mikseva sirovog materijala koji su prosleđivali jedni drugima preko DAT-a.
Bend je isprva želeo album da nazove "Večeras ću, Metju, biti podzemni svet (engl. underworld)" - po rečenici koju je izrekao takmičar na UK ITV programu "Zvezde u Njihovim Očima" (engl. "Stars in Their Eyes). Međutim, nadležni iz izdavačke kuće "Džunior Bojz Oun"(engl. Junior's Boy Own), ubedili su ih da promene ime iz razloga što fraza ne bi mogla biti prepoznata van Britanije. Konačno, album je izašao pod nazivom "Boku Fiš Singls", kao retrospektiva 4 singla.
Konačno, bend je publika ponovo pozdravila 1999. godine, na turneji koja je rezultovala CD-jem i DVD-jem živih nastupa sa nekoliko koncerata sa turneje. Nazvan "Evriting, evriting" (engl. "Everything, everything"), projekat je vrlo verno preneo iskustva sa turneje. DVD sadrži delove živih nastupa benda, kao i videografiju i umetničke efekte za koje je zaslužna grupa Tomato. DVD sadrži i nekoliko pesama koje se nisu našle na albumu: "Mounr" (engl. Moaner), "Papis" (engl. Puppies), "Kitens" (engl. Kittens) i "Roula"(engl. Rowla)).

### Nazad u duo: 2002—2003
Nakon izdanja i promocije "Evriting, Evriting", Emerson je odlučio da napusti Andervrld i da se fokusira na svoje solo projekte i izdavanje. Hajd i Smit su odlučili da nastave, još jednom kao duo. 
Snimili su novi album, "A handred dejs of" (engl. A Hundered Days Off), koji se, na iznenađenje većine fanova, po svom zvuku i osećaju nije mnogo razlikovao od albuma na kojima je učestvovao i Emerson. 
Godine 2003. izašla je i antologija na dva diska, nazvana jednostavno "1992-2002", i pokrila je prethodne Andervrld MK2 i Andervrld MK3 ere. Na ovim diskovima prvi put su se našli singlovi do kojih ranije nije bilo moguće doći, kao što su "Bigmaut" (engl. Bigmouth), "Spajki" (engl. Spikee), Drti (engl. Dirty) i "8 Bol" (engl. 8 Ball).

### RiverRan Projekat i muzika za film: 2004—2006.
Dok su tokom leta i jeseni 2005. godine bili na turneji, Hajdu i Smitu se na sceni pridružio di-džej i producent Daren Prajs (engl. Darren Price), koji je i ranije stvarao remikse za Andervrld. Za vreme turneje, objavili su set od tri CD-a "Uživo u Tokiju", koji je bio prodavan nakon koncerta u Japanu, a kopije su kasnije prodavane i putem interneta. 
Krajem 2005. godine, objavili su dve kompilacije novih pesama, zajedno sa fotografijama sa turneja "Andervrld Lajv", "Lavli Brouken Ting"(engl. Lovely Broken Thing) i "Pica for Egs" (engl. Pizza for Eggs). 
Dana 5. juna 2006. godine, objavili su i treći deo RiverRan serije, "Ajm a Big Sister, end ajm a Grl, end ajm a Princes, end dis iz maj Hors" (engl. I'm a Big Sister, and I'm a Girl, and I'm a Princess, and this is my Horse).
Jula iste godine izdali su specijalnu retrospektivu, koju su nazvali "D Misterons miks" (engl. The Misterons Mix), koja je sačinjena od numera iz prethodna tri RiverRan izdanja. "D Misterons Miks" je ekskluzivno izdanje koje su sa interneta besplatno mogli skinuti kupci prethodna tri RiverRana. 
Andervrld je septembra 2006. godine izdao pet ograničenih edicija od po 10.000 kopija na 12" vinilu, koji su sadržali remikse pesama sa RiverRana. Do pesama je takođe bilo moguće doći preko Bitport (engl. Beatport) sajta. 
2006. Andervrld i Gabriel Jared (engl. Gabriel Yared) komponovali su muziku za film Entonija Mingele ((engl. Anthony Minghella) "Brejkin di Entering" (engl. Breaking the Entering)). Muzika iz filma je objavljena u Britaniji 6. Novembra, a u Sjedinjenim Državama 5. decembra.

### Zaborav sa Zvonima: 2007 - danas
Sedmi studijski album Andervrlda, "Oblivjn vit Bels"(engl. Oblivion with Bells), izašao je 16. oktobra 2007. godine. Prvi singl sa novog albuma, "Krokodajl" (engl. Crocodile), objavljen je 5. septembra iste godine. Usledila je svetska turneja iste jeseni, u Sjedinjenim Državama, Evropi i Japanu. 
Pri snimanju pesme "Boj, Boj, Boj" (engl. Boy, boy, boy), bendu je pomogao bubnjarista Ju Tu (engl. U2), Leri Malen Džunior (engl. Larry Mullen Jr). Andervrld je krajem 2006. snimio pesmu za još jedan film Denija Bojla, "Sanšajn" (engl. Sunshine). Pesma je zvanično bila izdata Novembra 2008. godine, i do nje je bilo moguće doći preko iTunes-a. "Sanšajn" je nastala kao proizvod saradnje sa kompozitorom Džonom Marfijem (engl. John Murphy).
Dana 16. juna 2007. godine, Andervrld je bio primoran da otkaže koncert na Ejekt Festivalu u Atini, u Grčkoj. Razlog tome bio je prethodni napad tridesetorice maskiranih grčkih anarhista na stadion na kom su nastupali Bisti Bojs (engl. Beastie Boys). 
Rik Smit, koji je bio jedan od povređenih u napadu, prenet je u atinsku bolnicu na lečenje. 
Dana 19. oktobra 2007 Andervrld je otkazao i ostatak evropske turneje zbog bolesti članova benda. Međutim, turneja je nastavljena u januaru naredne godine, koncertoom u Kelnu, nakon kog je usledilo još 16 nastupa u Evropi, uključujući i neke festivale. 
Dana 8. avgusta 2008, Andervrld se pojavio na festivalu "Ol Points Vest Mjuzik en Arts" (engl. All Points West Music and Arts), u Liberti Stejt parku u Nju Džersiju. Rejdiohed (engl. Radiohead) je svoju pesmu "Evriting in its Rajt Plejs" (engl. Everything in its Right Place) sa specijalnim miksom posvetio bendu Andervrld. 
Karl Hajd se sa Brajanom Inom (engl. Brian Eno)) pojavio poslednjeg dana Inovog nastupa na Luminous Festivalu, u Sidnejskoj Operi. "Pjur sinius" se sastojao od tri improvizovana nastupa uživo istog dana. Improvizacije su izvodili Ino, Hajd i australijski trio D Neks (engl. The Necks), umetnik Džon Hopkins (engl. Jon Hopkins)) i gitarista Leo Abrahams. 
Andervrld je objavio još dve nove serije putem njihovog sajta, u mp3 i WAV formatima. 
Dana 3. jula 2009. godine Andervrld je prvi put izveo svoju novu pesmu "Između zvezda" (engl. Between Stars), na Montreo Džez festivalu (engl. Montreux Jazz Festival). 
8. Avgusta 2009. godine, koncert u Los Anđelesu je otkazan iz sličnih razloga kao onaj u Atini pre dve godine. Deo publike je, naime, pretio da će ugroziti bezbednost benda i ostalih fanova Andervrlda u publici. Bend se putem svog veb-sajta izvinio publici zbog otkazivanja benda.

## Dobročinitelji iz Podzemnog Sveta
Bend je 2008 godine učestvovao na albumu nazvanom "Pesme za Tibet", koji predstavlja pomoć Tibetu, Dalaj Lami Tenzin Gjatso i skreće pažnju na kršenje ljudskih prava na Tibetu. Album je objavljen 5. avgusta putem iTunes-a, a u prodavnicama širom sveta se našao 14 dana kasnije.

## Diskografija
Glavni članak: en:Underworld discography

### Remiksi koje su radili Andervrld (Daren Emerson, Karl Hajd i Rik Smit)
Na albumu "Lemon Interapt/Stepin Rejzor" našli su se remiksi pesama izvođača kao što su Šekspirs sistrs, Sent Etjen, Bjork i Simpli Red.
Za kompletnu listu diskografije, pogledajte en:Underworld discography.

## 100 najboljih svih vremena
Pesma "Born Slipi" se 2009. godine našla na 65. mestu u Tripl Džejs Hotest 100 (engl. Triple J's Hottest 100) Svih Vremena, za koje je glasala australijska publika.

## Članovi benda
- Karl Hajd (engl. Karl Hyde) - rođen 10.5.1957. u Vorčesteru - vokal, gitare (1986-danas)
- Rik Smit (engl. Rick Smith) - r. Ričard Smit, 25.5.1959. u Amanfordu u Velsu - klavijature (1986-danas)
- Daren Prajs (engl. Darren Price) - klavijature, miksovanje i asistencija na živim nastupima (2005-danas)
- Daren Emerson (engl. Darren Emerson)- r. 30.4.1971. u Hornčrč u Eseksu - klavijature i miksovanje(1991–2000)
- Alfi Tomas (engl. Alfie Thomas) - gitara (1986–1990) (takođe je bio i član benda Frojer)
- Brin Barouz (engl. Bryn Burrows) - bubnjevi (1986–1988) (takođe je bio i član benda Frojer)
- Baz Alen (engl. Baz Allen) - basista (1986–1990)
- Paskal Konsoli (engl. Pascal Consoli) - bubnjevi (1989–1990)

## Spoljašnje veze
- Underworld Live
- Underworld Athens Website
- Diskografija[мртва веза]
- Ekskluzivni intervju